# Amelinha
 (novembre 2022).
Si vous disposez d'ouvrages ou d'articles de référence ou si vous connaissez des sites web de qualité traitant du thème abordé ici, merci de compléter l'article en donnant les références utiles à sa vérifiabilité et en les liant à la section « Notes et références ».
Amelinha, nom de scène de Amélia Cláudia Garcia Collares, née à Fortaleza le 12 juillet 1950, est une chanteuse et compositrice brésilienne de MPB.

## Discographie
- 1977 : Flor da paisagem
- 1978 : Frevo mulher
- 1980 : Porta secreta
- 1982 : Mulher nova, bonita e carinhosa faz o homem gemer sem sentir dor
- 1983 : Romance da lua, lua
- 1984 : Água e luz
- 1985 : Caminhos do Sol
- 1987 : Amelinha
- 1994 : Só forró
- 1996 : Fruta madura
- 1998 : Amelinha
- 2001 : Vento, forró e folia
- 2002 : Ednardo - Amelinha - Belchior - Pessoal do Ceará
- 2005 : Maxximum: Amelinha
- 2011 : Janelas do Brasil
- 2017 : De primeira grandeza: As canções de Belchior